# Conservatório Estatal de Tiblíssi
Conservatório Estatal de Tiblíssi (em georgiano:  თბილისის სახელმწიფო კონსერვატორია, transl. Tbilisis Saxelmc̣ipo Ḳonservaṭoria) é o conservatório estatal da Geórgia, localizado na capital, Tiblíssi.

## História
O Conservatório Estatal de Tiblíssi foi fundado em 1 de maio de 1917, tendo sido formalmente reconhecido como conservatório no mesmo ano pela Sociedade Musical Russa. Em 1921, um conservatório rival foi fundado por Dimitri Arakishvili, mas a situação só foi resolvida em 1924, quando o regime soviético reconheceu oficialmente a fundação original. Desde 1947, a instituição leva o nome do cantor georgiano Ivane Sarajishvili.
Entre os primeiros docentes estavam alunos de músicos renomados como Franz Liszt, Henryk Wieniawski, Antoine Marmontel, Tchaikovsky e Ignaz Moscheles, além de Joseph e Rosina Lhévinne, que mais tarde se tornariam professores fundadores da Juilliard School de Nova Iorque. Também atuaram na instituição músicos georgianos formados nos conservatórios de Moscou e São Petersburgo, entre eles os compositores Dimitri Arakishvili e Zakaria Paliashvili, considerados fundadores da música georgiana moderna; as pianistas Wanda Shiukashvili, A. Tulashvili e Anastasia Virsaladze; os violinistas L. Iashvili e L. Shiukashvili; os cantores D. Andghuladze e A. Inashvili; e o maestro grego Odysseas Dimitriadis, entre outros.
Ao longo de sua história, o conservatório foi dirigido por destacados músicos georgianos e russos, incluindo Nikolai Nikolaev (1917–1918), Nikolai Tcherepnin (1919–1922), Tamara Vakhvakhishvili (1921–1923), Mikhail Ippolitov-Ivanov (1924–1925), Zakaria Paliashvili (1918–1919; 1922–1923; 1930–1931), Dimitri Arakishvili (1926–1929), Otar Taktakishvili (1962–1964), Sulkhan Tsintsadze (1965–1984), Nodar Gabunia (1984–2000), Manana Doidjashvili (2000–2012), Reso Kiknadze (2012–2019) e Nana Sharikadze (2019–2023).

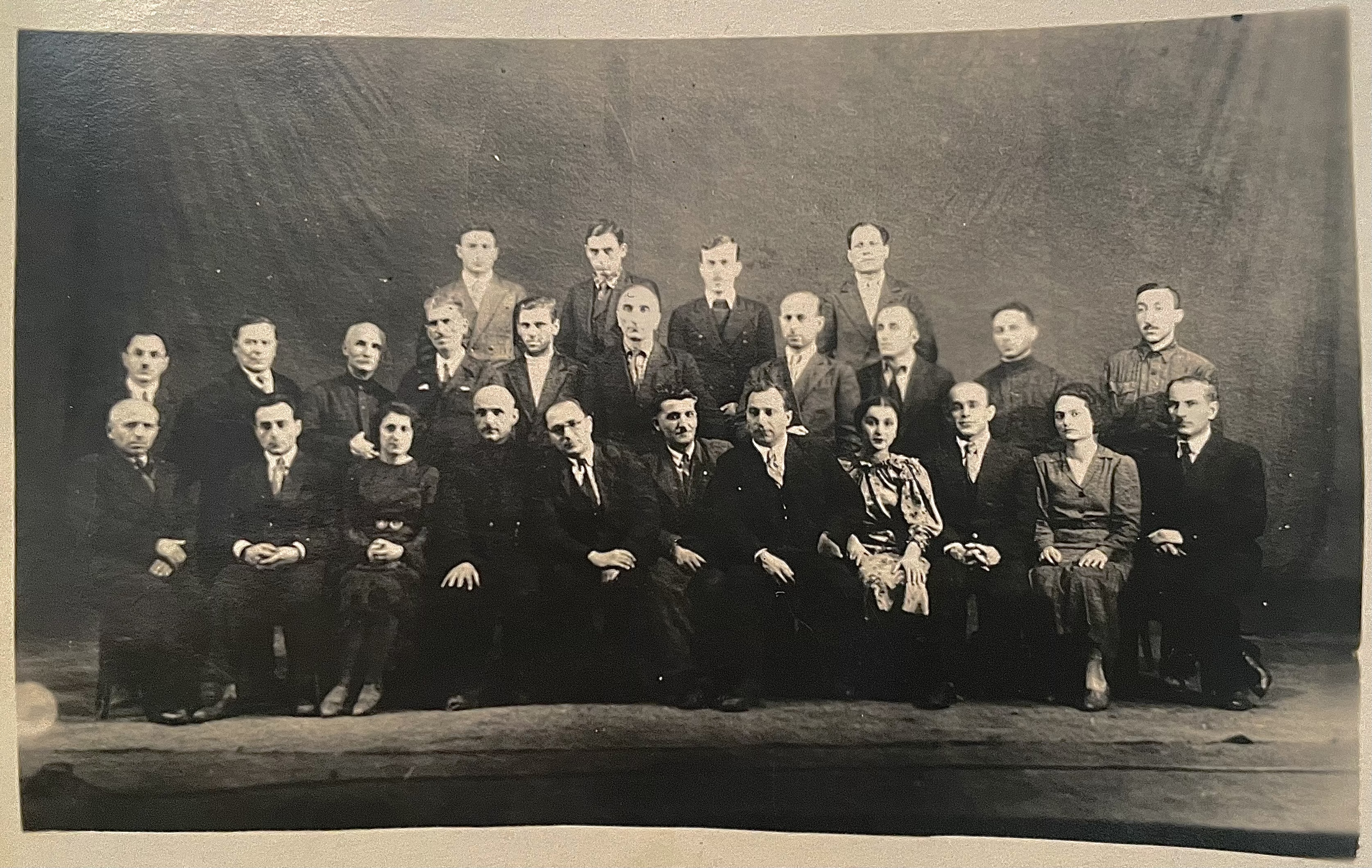
Corpo docente, estudantes e músicos do Conservatório Estatal de Tiblíssi, cerca de 1940

Entre os ex-alunos notáveis do conservatório destacam-se os compositores Gia Kancheli, S. Nasidze e Dagmara Slianova-Mizandari; o maestro Jansug Kakhidze; o etnomusicólogo e especialista em evolução musical Joseph Jordania; e músicos como Elisso Virsaladze, Dimitri Bashkirov, Lev Vlassenko, Tamar Gabarashvili, Regina Gurgenyan, Alexander Toradze, Marine Iashvili, Alexander Korsantia, Giorgi Latso, Zurab Andjaparidze, Iano Alibegashvili (Tamari), Lado Ataneli, Tamar Atschba, entre outros.

## Edifício

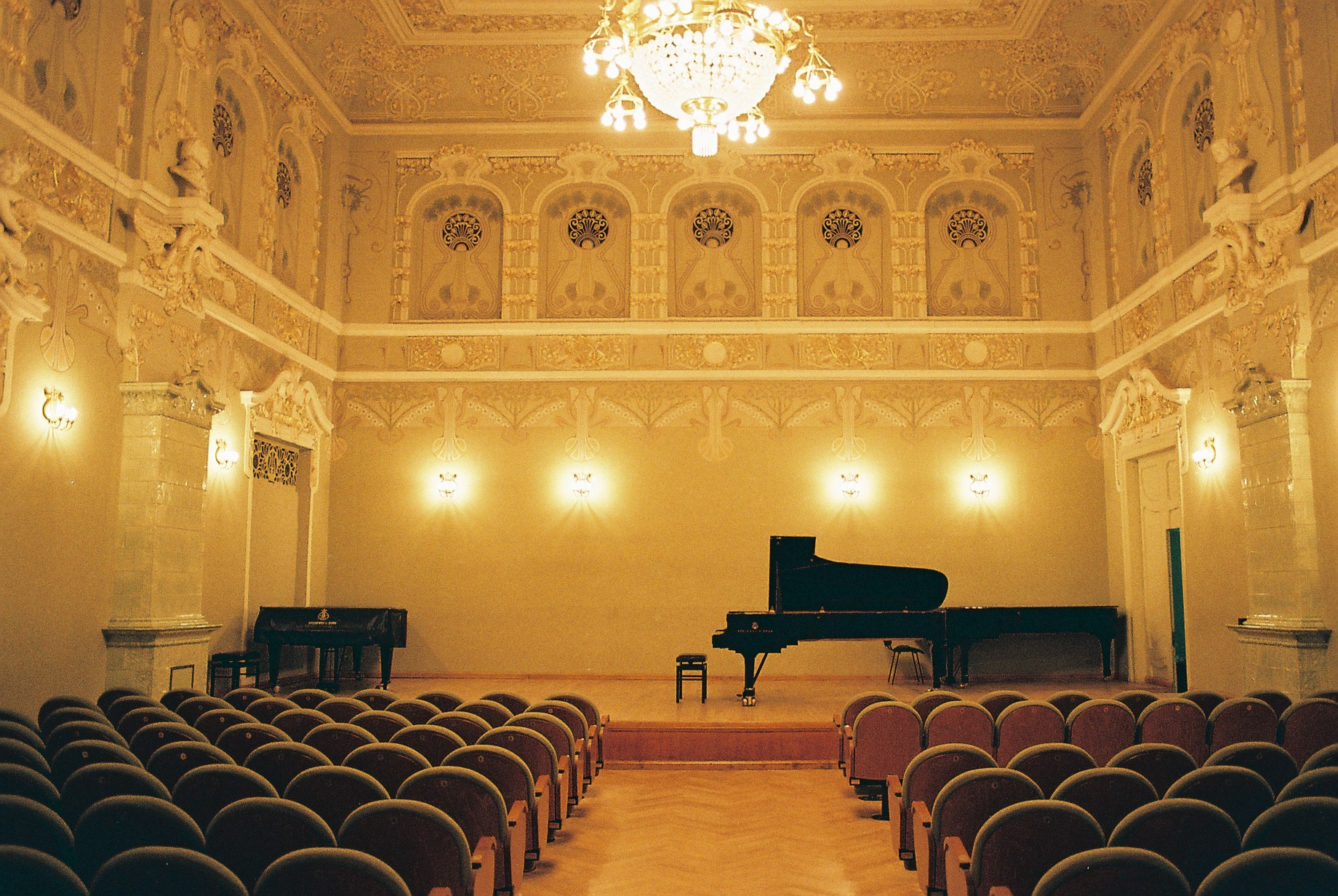
Auditório menor do conservatório, com paredes ricamente decoradas em estilo clássico

O edifício original do Conservatório Estatal de Tiblíssi foi projetado por Aleksander Szymkiewicz e construído entre 1901 e 1905. Diferentemente de outras construções da mesma época e estilo, o portal principal do conservatório, decorado com colunas, não está centralizado. Em vez disso, encontra-se próximo ao canto esquerdo da fachada principal, posicionado para se alinhar com a entrada localizada na Avenida Rustaveli.
O estilo arquitetônico do edifício é de natureza eclética. A estrutura original, de dois andares, incorporava elementos do renascimento e do barroco. A fachada atual, após reformas e ampliações, apresenta quatro andares com uma aparência neoclássica e menos ornamentada. Em sua parte externa encontra-se uma estátua de Anton Rubinstein, pianista e compositor russo que, em 1891, doou toda a renda de um concerto para viabilizar a construção do conservatório.
O edifício abriga dois auditórios: o auditório principal e um auditório menor. Este último é particularmente conhecido por suas paredes ricamente decoradas em estilo clássico. O auditório principal possui um órgão da fábrica alemã Alexander Schuke, de Potsdam, instalado em 1963.

## Atividades

Auditório principal do conservatório

Atualmente, o corpo docente do Conservatório Estatal de Tiblíssi é composto por cerca de 200 professores, atendendo aproximadamente 400 estudantes.
Diversos eventos culturais são realizados regularmente na instituição, como fóruns musicais, competições nacionais, simpósios internacionais, conferências científicas, masterclasses, concertos de câmara e sinfônicos, além de apresentações de ópera realizadas pelos alunos no Estúdio de Ópera do conservatório. Entre os artistas renomados que já se apresentaram no local estão Vladimir Horowitz, Egon Petri, Sviatoslav Richter, David Oistrakh, Emil Gilels, Mstislav Rostropovich, entre outros.
Desde 1995, o conservatório adotou o sistema europeu de ensino superior em dois ciclos. Em 2005, passou a integrar o Processo de Bolonha, alinhando-se ao sistema internacional de créditos e mobilidade estudantil. No ano seguinte, tornou-se membro da Associação Europeia de Conservatórios (European Association of Conservatories).
Em 14 de setembro de 2022, o Ministério da Cultura, Esporte e Juventude da Geórgia iniciou um projeto para suprir a carência de instrumentos musicais no Conservatório Estatal de Tiblíssi. Foi assinado um contrato plurianual com a empresa alemã Steinway & Sons, líder mundial na fabricação de pianos, prevendo a entrega gradual de 78 pianos de cauda até 2025. As negociações iniciais com a Steinway & Sons contaram com a mediação do compositor e pianista georgiano-americano Giorgi Latsabidze. Trata-se de um contrato considerado inédito e de grande relevância no contexto europeu, especialmente diante do fato de que a Geórgia enfrentava uma escassez de instrumentos do tipo há mais de 50 anos.